# Zygophyllum dregeanum
Zygophyllum dregeanum là một loài thực vật có hoa trong họ Zygophyllaceae. Loài này được Sond. miêu tả khoa học đầu tiên.